# Radło (metrologia)

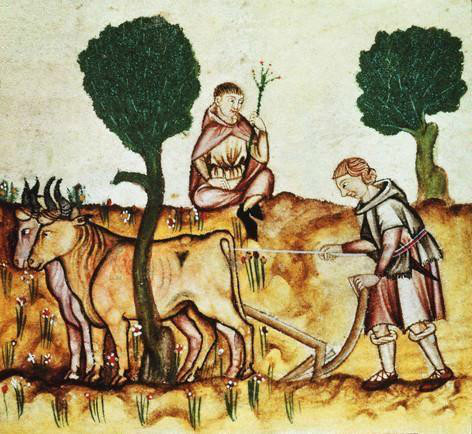
Uprawa roli zaprzęgiem (para wołów) za pomocą radła w średniowieczu

Radło (łac. aratrum, uncus) – historyczna miara powierzchni, obszar możliwy do uprawiania przy dysponowaniu jednym zaprzęgiem (złożonym z pary wołów lub z pary koni). W przeliczeniu na jednostki współczesne: 12-18 ha gruntów ornych. Miara ta zależała od typu gleby.
Radło pruskie (miara powierzchni w Prusach) miało powierzchnię 30 mórg statutowych, czyli 337 500 łokci kwadratowych krakowskich, 200 prętów kwadratowych, około 18 morgów chełmińskich (zobacz: prawo chełmińskie). Obszar ten wymagał ponad 15 dni roboczych dla radlenia tego obszaru. Uprawa ziemi za pomocą radła dotyczyła dwupolówki, a za pomocą pługa trójpolówki.